# Zain Safar-ud-Din
Zain Safar-ud-Din (* 22. März 1936 in George Town; 20. Juni 2023) war ein malaysischer Radrennfahrer.

## Sportliche Laufbahn
Zain Safar-ud-Din war im Straßenradsport aktiv und Teilnehmer der Olympischen Sommerspiele 1964 in Tokio. Er war der erste Radrennfahrer, der Malaysia bei den Olympischen Spielen vertrat. Im olympischen Straßenrennen kam er nicht ins Ziel. Er gewann das Round Island Race 1955, den Island Echo Cup 1957 und den Anson Bay Gut Cup 1960 sowie den Ipoh-Butterworth Hopper Cup. Bei der Malaysia Tour 1963 belegte er den dritten Platz.